# 锡尔伯施泰特
锡尔伯施泰特（發音：[ˈzɪlbɐˌʃtɛt]）是德国石勒苏益格-荷尔斯泰因州石勒苏益格-弗伦斯堡县的市镇，面积37.91平方千米，2023年12月31日人口为2,473人。